# Захаров, Андрей Вячеславович
Андре́й Вячесла́вович Заха́ров (род. 27 июля 1983, Ленинград) — российский журналист-расследователь. Бывший корреспондент русской службы Би-Би-Си (2018—2022), РБК (2016—2018) и «Фонтанки.ру» (2010—2016). Пятикратный лауреат и член жюри ежемесячной журналистской премии «Редколлегия».

## Биография

### Ранняя жизнь
Родился 27 июля 1983 года в Ленинграде. В 2000 году окончил среднюю школу № 243 в Санкт-Петербурге. В 2000—2005 годах учился на историческом факультете Санкт-Петербургского государственного университета, который закончил по специальности «искусствоведение».

### Карьера
В 2010—2016 годах работал корреспондентом, старшим корреспондентом и начальником отдела экономики и бизнеса в издании «Фонтанка.ру». Работая в «Фонтанке.ру», стал автором расследования о медиахолдинге «фабрики троллей», известном своим флагманским изданием РИА ФАН и предположительно связанном с Евгением Пригожиным.
В 2016 году переехал в Москву. В 2016—2018 годах работал специальным корреспондентом в журнале РБК. В 2017 году расследовал деятельность российской «фабрики троллей» и российское вмешательство в выборы президента США в 2016 году, опубликовал статьи «В недрах „фабрики троллей“ вырос крупнейший в России медиахолдинг» и «Расследование РБК: как „фабрика троллей“ поработала на выборах в США».
С осени 2018 года до 2022 года работал специальным корреспондентом Русской службы Би-би-си.
Работал в издании «Проект», где в 2020 году совместно с Романом Баданиным был автором расследования, в котором выяснилось о Светлане Кривоногих — петербурженке, от которой у президента России Владимира Путина предположительно есть дочь. В январе 2021 года ушёл из издания, назвав его «лучшим расследовательским медиа России».
В 2020 году выиграл стажировку в американском Институте Гарримана как стипендиат Фонда Пола Хлебникова. По ряду объективных причин прошел стажировку только в 2024 году.
8 октября 2021 года Минюст РФ внёс Захарова в реестр СМИ — «иностранных агентов»; одновременно туда были добавлены двое его коллег по «Проекту» — Елизавета Сурначёва и Даниил Сотников — и ещё несколько журналистов. После этого, по его словам, он обнаружил слежку за собой.

### Эмиграция
В декабре 2021 года Захаров рассказал, что уехал из России в Лондон, Великобритания, назвав это «изгнанием». По его словам, он не знает, с чем была связана слежка — со статусом иностранного агента или с материалом про хакеров из группы Evil Corp, над которым работали он и его коллеги из Великобритании. По состоянию на конец 2022 года Захаров живёт в Болгарии.
14 января 2022 года Колпинский районный суд Санкт-Петербурга зарегистрировал иск Захарова к Минюсту РФ об оспаривании его статуса «иностранного агента», 17 января этот статус был временно приостановлен до окончания процесса по поданному Захаровым иску.
После начала вторжения России на Украину Захаров писал в Twitter российским политикам, поддерживающим вторжение, предлагая им отправиться воевать на Украине; ни один не согласился. Захаров прокомментировал это так: «Всем нравится наблюдать за убийствами с дивана, но в окоп никто не хочет».
В апреле 2024 года читал лекции в Колумбийском университете про российские медиа в изгнании.

### Уголовное преследование
В апреля 2024 года после трех штрафов на Захарова возбудили уголовное дело о несоблюдении обязанностей иноагента. В рамках этого дела силовики провели обыск и допрос журналистки Ксении Клочковой, которая проходит свидетелем.
Как выяснилось позднее, поводом для уголовного преследования стали два поста в телеграм-канале с анонсом стрима «Прослушка», которая выходит на ютуб-канале The Insider Live.
17 июля 2024 года МВД объявило Захарова в розыск.

## Награды
Захаров является двукратным лауреатом журналистской премии «Золотое перо» Союза журналистов Санкт-Петербурга и Ленинградской области — в 2014 году (в составе коллектива авторов) и 2015 году.
Захаров является пятикратным лауреатом ежемесячной журналистской премии «Редколлегия»:
- В апреле 2017 года совместно с Полиной Русяевой за статью «В недрах „фабрики троллей“ вырос крупнейший в России медиахолдинг» в журнале РБК.
- В ноябре 2017 года совместно с Полиной Русяевой за статью «Расследование РБК: как „фабрика троллей“ поработала на выборах в США» в журнале РБК.
- В апреле 2020 года за статью «„Умный город“ или „Старший брат“? Как мэрия научилась знать о москвичах всё» Русской службы Би-би-си.
- В июне 2022 года совместно с Марией Коренюк за статью «„Мы потеряли всё, что заработали тяжёлым трудом“. Россия вывозит из Украины не только зерно, но и подсолнечник» Русской службы Би-би-си.
- В ноябре 2023 года за фильм «Как Путин на самом деле начал войну с Украиной»[22].